# Cosmic Hallelujah
Cosmic Hallelujah — семнадцатый студийный альбом американского кантри-певца Кенни Чесни, выпущенный 28 октября 2016 года на лейбле Blue Chair/Columbia Records

## Об альбоме
Первоначально ещё в марте 2016 года планировалось, что новый альбом будет называться Some Town Somewhere.
Однако, 8 июля 2016 года Кеннии Чесни анонсировал новые официальные планы на будущий альбом, сообщив его обновлённое название и дату выхода. Также стали известны соавторы песен (Shane McAnally, Jon Nite, Ross Copperman, Matraca Berg, Hayes Carll, Allison Moorer, Josh Osborne и David Lee Murphy).
Релиз диска состоялся 28 октября 2016 года на лейбле Blue Chair/Columbia Records. Сразу было предсказано, что он займёт первое место в чарте Billboard 200 (ранее у Чесни уже было 7 чарттопперов).
Выходу диска предшествовал успешный выход в июле 2016 года сингла «Setting the World on Fire» при участии певицы P!nk, занявшего первое место одновременно в двух главных кантри-чартах Hot Country Songs (где стал 23-м чарттоппером и 1-м после объединения его в гибридный чарт) и Country Airplay (где стал 5-м чарттоппером) или 27-м по сумме двух чартов (считая последний сингл за один, так как он возглавил оба хит-парада).
19 ноября 2016 года Cosmic Hallelujah дебютировал на позиции № 1 в мультижанровом чарте Top Album Sales и на позиции № 2 в объединённом Billboard 200 с тиражом 89,000 единиц (включая 79,000 истинных продаж), а также возглавил Top Country Albums в 14-й раз в карьере.
С 14 альбомами-чарттопперами в Top Country Albums Чесни делит пятое место с Garth Brooks и Alan Jackson за всю 53-летнюю историю этого чарта. Лидирует по этому показателю George Strait (26), Merle Haggard (16), Willie Nelson (16) и Tim McGraw (15).
Ранее Чесни был на позиции № 1 в Top Country Albums с альбомами The Big Revival (в 2014 и № 2 в B200), Life on a Rock (2013), Welcome to the Fishbowl (2012 и № 2 в B200), Hemingway’s Whiskey (2010 и № 1 в B200), Lucky Old Sun (2008 и № 1 в B200), Just Who I Am: Poets & Pirates (2007 и № 3), The Road and the Radio (2005 и № 1 в B200), Be As You Are (Songs From an Old Blue Chair) (2005 и № 1 в B200), When the Sun Goes Down (2004 и № 1 в B200) и No Shirt, No Shoes, No Problems (2002 и № 1 в B200).

## Отзывы
Альбом получил положительные отзывы музыкальных критиков и интернет-изданий: Metacritic, Allmusic, Entertainment Weekly, The Boston Globe.

### Номинации и награды
| Год  | Награда       | Категория          | Результат |
| ---- | ------------- | ------------------ | --------- |
| 2018 | Grammy Awards | Best Country Album | Номинация |

## Список композиций
| №   | Название                                       | Автор(ы)                                        | Длительность |
| --- | ---------------------------------------------- | ----------------------------------------------- | ------------ |
| 1.  | «Trip Around the Sun»                          | Nick Brophy Brett James Хиллари Линдсей         | 2:55         |
| 2.  | «All the Pretty Girls»                         | Nicolle Galyon Tommy Lee James Josh Osborne     | 3:32         |
| 3.  | «Setting the World on Fire» (при участии Пинк) | Ross Copperman Matt Jenkins Osborne             | 3:38         |
| 4.  | «Noise»                                        | Kenny Chesney Shane McAnally Jon Nite Copperman | 3:25         |
| 5.  | «Bucket»                                       | B. James Craig Wiseman                          | 3:15         |
| 6.  | «Bar at the End of the World»                  | J.T. Harding Aimee Mayo David Lee Murphy        | 3:28         |
| 7.  | «Some Town Somewhere»                          | Heather Morgan Copperman Osborne                | 2:51         |
| 8.  | «Rich and Miserable»                           | Jesse Frasure McAnally Osborne                  | 3:23         |
| 9.  | «Jesus & Elvis»                                | Matraca Berg Hayes Carll Allison Moorer         | 4:08         |
| 10. | «Winnebago»                                    | Murphy                                          | 2:59         |
| 11. | «Coach»                                        | Chesney Casey Beathard                          | 4:45         |
| 12. | «I Want to Know What Love Is»                  | Мик Джонс                                       | 5:01         |

## Позиции в чартах

### Альбом
| Чарт (2016)                              | Высшая позиция |
| ---------------------------------------- | -------------- |
| Австралия (ARIA)                         | 19             |
| Австралия Country Albums (ARIA)          | 2              |
| Канада (Canadian Albums Chart)           | 12             |
| Новая Зеландия Heatseekers Albums (RMNZ) | 3              |
| США (Billboard 200)                      | 2              |
| США (Billboard Top Country Albums)       | 1              |

### Синглы
| Год  | Сингл                         | Высшая позиция | Высшая позиция     | Высшая позиция | Высшая позиция | Высшая позиция | Высшая позиция |
| Год  | Сингл                         | US Country     | US Country Airplay | US             | CAN Country    | CAN            | AUS            |
| ---- | ----------------------------- | -------------- | ------------------ | -------------- | -------------- | -------------- | -------------- |
| 2016 | «Noise»                       | 14             | 6                  | 72             | 5              | 98             | —              |
| 2016 | «Setting the World on Fire»   | 1              | 1                  | 29             | 1              | 48             | 26             |
| 2017 | «Bar at the End of the World» | 17             | 10                 | 92             | —              | —              | —              |
| 2017 | «All the Pretty Girls»        | 7              | 1                  | 63             | 2              |                |                |

## Серитфикации
| Регион                                                                      | Сертификация | Продажи |
| --------------------------------------------------------------------------- | ------------ | ------- |
| США (RIAA)                                                                  | Золотой      | 500 000 |
| Данные о продажах + прослушиваниях приведены только на основе сертификации. |              |         |